# 蓬代里
蓬代里（法語：Pont-d'Héry，法語發音：[pɔ̃ deʁi]）是法国汝拉省的一个市镇，位于该省东北部，属于隆斯勒索涅区。

## 地理
蓬代里（46°52'17"N, 5°54'0"E）面积13.54 平方千米，位于法国勃艮第-弗朗什-孔泰大區汝拉省，该省份为法国东部内陆省份，北起上索恩省，西北接科多尔省，西临索恩-卢瓦尔省，南至安省，东与杜省和瑞士接壤。
与蓬代里接壤的市镇（或旧市镇、城区）包括：萨兰莱班、昂德洛昂蒙塔涅、绍-尚帕尼、泰西、瓦朗普利耶尔、阿雷什。

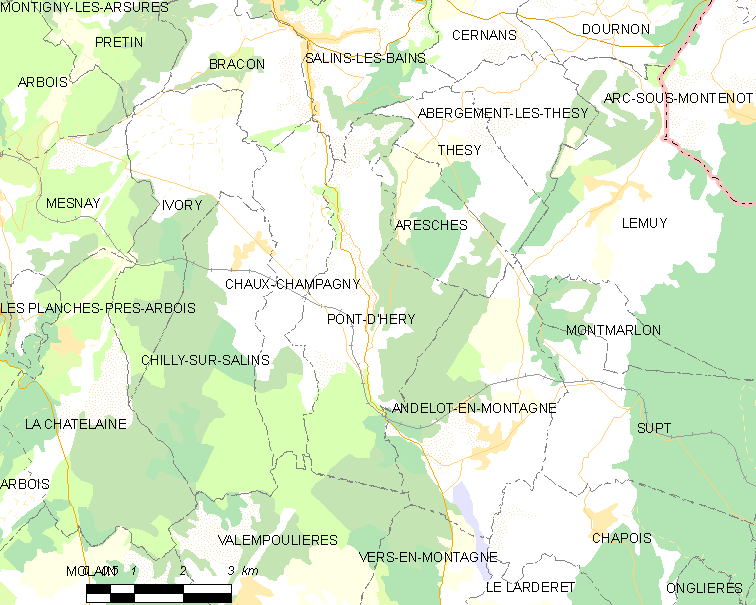
蓬代里的OSM定位图

蓬代里的时区为UTC+01:00、UTC+02:00（夏令时）。

## 行政
蓬代里的邮政编码为39110，INSEE市镇编码为39436。

## 政治
蓬代里所属的省级选区为阿尔布瓦县。

## 人口

1962-2008年间蓬代里人口变化图示

蓬代里于2022年1月1日时的人口数量为243人。

## 交通
汝拉省省道D23线、D78线、D107线和D467线经过境内。
第戎－瓦洛尔布铁路经过境内但未设站。